# Йонатан Бедоя
Йонатан (Джонатан) Фернандо Бедоя Кінтеро (ісп. Yhonathan Fernando Bedoya Quintero; нар. 17 жовтня 1996, Медельїн, Колумбія) — колумбійський футболіст, півзахисник клубу «Карпати». Раніше перебував у юнацькій системі «Еспаньйола» (Барселона), виступав за «Еспаньйол B».

## Кар'єра
У сезоні 2014/15 — в юнацькій команді (juvenil A) «Еспаньйола», у сезонах 2015/16 і 2016/17 грав за «Еспаньйол B» у третьому дивізіоні — Сегунді B. Бедоя був основним гравцем (48 ігор, 4 м'ячі), однак 2017 року команда вилетіла зі Сегунди B. Сезон 2017/18 резервна команда «Еспаньйола» проводила в Терсері (четвертий дивізіон Іспанії), де впевнено лідирувала у своїй групі на момент переїзду гравця до України.
31 січня 2018 року перейшов у львівські «Карпати»